# Кубок виклику Азії (молодіжні збірні) — 2019
Кубок виклику Азії (молодіжні збірні) — 2019 (англ. 2018 IIHF U20 Challenge Cup of Asia) — спортивне змагання з хокею із шайбою, 5-й розіграш Кубку виклику Азії серед молоді, що проводиться під егідою Міжнародної федерації хокею із шайбою (ІІХФ). Турнір відбувався з 5 по 8 грудня 2018 року в Малайзії.

## Підсумкова таблиця та результати
| М | Збірна     | І | В | ВО | ПО | П | Ш     | О | 1    | 2    | 3    | 4    |
| - | ---------- | - | - | -- | -- | - | ----- | - | ---- | ---- | ---- | ---- |
| 1 | Малайзія   | 3 | 3 | 0  | 0  | 0 | 30:7  | 9 |      | 4-2  | 12-2 | 14-3 |
| 2 | Киргизстан | 3 | 2 | 0  | 0  | 1 | 27:9  | 6 | 2-4  |      | 13-2 | 12-3 |
| 3 | Філіппіни  | 3 | 1 | 0  | 0  | 2 | 11:31 | 3 | 2-12 | 2-13 |      | 7-6  |
| 4 | ОАЕ        | 3 | 0 | 0  | 0  | 3 | 12:33 | 0 | 3-14 | 3-12 | 6-7  |      |

М — підсумкове місце, І — матчі, В — перемоги, ВО — перемога по булітах або у овертаймі, ПО — поразка по булітах або у овертаймі, П — поразки, Ш — закинуті та пропущені шайби, О — очки

## Дивізіон І
| М | Збірна    | І | В | ВО | ПО | П | Ш     | О | 1    | 2    | 3    | 4    |
| - | --------- | - | - | -- | -- | - | ----- | - | ---- | ---- | ---- | ---- |
| 1 | Таїланд   | 3 | 3 | 0  | 0  | 0 | 54:1  | 9 |      | 14-1 | 15-0 | 25-0 |
| 2 | Монголія  | 3 | 2 | 0  | 0  | 1 | 13:17 | 6 | 1-14 |      | 3-1  | 9-2  |
| 3 | Індонезія | 3 | 1 | 0  | 0  | 2 | 11:21 | 3 | 0-15 | 1-3  |      | 10-3 |
| 4 | Кувейт    | 3 | 0 | 0  | 0  | 3 | 5:44  | 0 | 0-25 | 2-9  | 3-10 |      |

М — підсумкове місце, І — матчі, В — перемоги, ВО — перемога по булітах або у овертаймі, ПО — поразка по булітах або у овертаймі, П — поразки, Ш — закинуті та пропущені шайби, О — очки